# Selkäsaari (ö i Norra Österbotten, Oulunkaari)
Selkäsaari är en ö i Finland. Den ligger i vattendraget Livojoki och i kommunen Pudasjärvi i den ekonomiska regionen  Oulunkaari  och landskapet Norra Österbotten, i den centrala delen av landet, 600 km norr om huvudstaden Helsingfors. Öns area är 0,4 hektar och dess största längd är 140 meter i sydväst-nordöstlig riktning.  Selkäsaari ligger i sjön Naisjärvi.